# Петтерссон, Йёрген
Йёрген Петтерссон (швед. Jörgen Pettersson; 29 сентября 1975, Лаккаленга, Швеция) — шведский футболист, нападающий известный по выступлениям за клубы «Мальмё», «Боруссия» Мёнхенгладбах и сборной Швеции. Участник чемпионата Европы 2000 года. С 2009 года работает тренером.

## Клубная карьера
Петтерссон начал карьеру в клубе «Мальмё». Постепенно он стал основным бомбардиром команды, забивая в каждом втором матче. Правда усилия Йёргена не помогли клубу выиграть Аллсвенкан лигу. В 1995 году Петтерссон перешёл в немецкую «Боруссию» из Мёнхенгладбаха. Йёрген был одним из лидеров нападения вместе со своим соотечественником Мартином Далином. Он провёл за «Боруссию» более 100 матчей и забил 32 гола.
В 1999 году Петтерссон перешёл в «Кайзерслаутерн», где провёл три сезона. В 2002 году он принял приглашение датского «Копенгагена» и помог клубу дважды выиграть датскую Суперлигу и завоевать Кубок Дании. В 2004 году Йерген вернулся на родину подписав соглашение с командой «Ландскруна». В 2008 году он завершил карьеру проведя более 100 матчей за клуб во всех турнирах. Петтерссон остался в команде и начал тренерскую карьеру, став тренером нападающих.

## Международная карьера
15 ноября 1995 года в матче отборочного турнира чемпионата Европы 1996 против сборной Турции Петтерссон дебютировал за сборную Швеции. В этом же поединке он забил свой первый гол за национальную команду. В 2000 году Йёрген попал в заявку на участие в чемпионате Европы в Бельгии и Нидерландах. На турнире он сыграл в матчах против сборных Турции и Бельгии.

## Достижения
Командные
 «Копенгаген»
- Чемпионат Дании по футболу — 2002/03
- Чемпионат Дании по футболу — 2003/04
- Обладатель Кубка Дании — 2004